# Lista de singles número um na Hot Dance Club Songs em 2012
Este anexo contém as canções lançadas como singles que atingiram a primeira posição da parada musical estado-unidense Hot Dance Club Songs em 2012. A lista contém as faixas mais tocadas em danceterias por disc jockeys (DJ) do país que precisam atender a critérios da revista Billboard para a publicação de seus dados.
| Data de admição | Single                             | Artista                                        | Referência(s) |
| --------------- | ---------------------------------- | ---------------------------------------------- | ------------- |
| 7 de janeiro    | "The One That Got Away"            | Katy Perry                                     | [ 2 ]         |
| 14 de janeiro   | "Party People (Ignite the World)"  | Erika Jayne                                    | [ 3 ]         |
| 21 de janeiro   | "Marry the Night"                  | Lady Gaga                                      | [ 4 ]         |
| 28 de janeiro   | "If It Wasn't for Love"            | Deborah Cox                                    | [ 5 ]         |
| 4 de fevereiro  | "Hotel Nacional"                   | Gloria Estefan                                 | [ 6 ]         |
| 11 de fevereiro | "Turn Me On"                       | David Guetta com Nicki Minaj                   | [ 7 ]         |
| 18 de fevereiro | "You Da One"                       | Rihanna                                        | [ 8 ]         |
| 25 de fevereiro | "Dance On"                         | Blush                                          | [ 9 ]         |
| 3 de março      | "Stronger (What Doesn't Kill You)" | Kelly Clarkson                                 | [ 10 ]        |
| 10 de março     | "We Run the Night"                 | Havana Brown com Pitbull                       | [ 11 ]        |
| 17 de março     | "F U Betta"                        | Neon Hitch                                     | [ 12 ]        |
| 24 de março     | "International Love"               | Pitbull com Chris Brown                        | [ 13 ]        |
| 31 de março     | "Give Me All Your Luvin'"          | Madonna com Nicki Minaj e M.I.A.               | [ 14 ]        |
| 7 de abril      | "Domino"                           | Jessie J                                       | [ 15 ]        |
| 14 de abril     | "Love on Top"                      | Beyoncé                                        | [ 16 ]        |
| 21 de abril     | "Girl Gone Wild"                   | Madonna                                        | [ 17 ]        |
| 28 de abril     | "Never Forget"                     | Lena Katina                                    | [ 18 ]        |
| 5 de maio       | "Wild One Two"                     | Jack Back com David Guetta, Nicky Romero e Sia | [ 19 ]        |
| 12 de maio      | "Part of Me"                       | Katy Perry                                     | [ 20 ]        |
| 19 de maio      | "Somebody That I Used to Know"     | Gotye com Kimbra                               | [ 21 ]        |
| 26 de maio      | "Dance Again"                      | Jennifer Lopez com Pitbull                     | [ 22 ]        |
| 2 de junho      | "Brokenhearted"                    | Karmin                                         | [ 23 ]        |
| 9 de junho      | "Where Have You Been"              | Rihanna                                        | [ 24 ]        |
| 16 de junho     | "What Makes You Beautiful"         | One Direction                                  | [ 25 ]        |
| 23 de junho     | "Calling (Lose My Mind)"           | Sebastian Ingrosso and Alesso com Ryan Tedder  | [ 26 ]        |
| 30 de junho     | "I Heart You"                      | Toni Braxton                                   | [ 27 ]        |
| 7 de julho      | "The Night Out"                    | Martin Solveig                                 | [ 28 ]        |
| 14 de julho     | "I Don't Like You"                 | Eva Simons                                     | [ 29 ]        |
| 21 de julho     | "Chasing the Sun"                  | The Wanted                                     | [ 30 ]        |
| 28 de julho     | "How We Do (Party)"                | Rita Ora                                       | [ 31 ]        |
| 4 de agosto     | "Wide Awake"                       | Katy Perry                                     | [ 32 ]        |
| 11 de agosto    | "Timebomb"                         | Kylie Minogue                                  | [ 33 ]        |
| 18 de agosto    | "Goin' In"                         | Jennifer Lopez com Flo Rida                    | [ 34 ]        |
| 25 de agosto    | "Dark Side"                        | Kelly Clarkson                                 | [ 35 ]        |
| 1 de setembro   | "Spectrum"                         | Zedd com Matthew Koma                          | [ 36 ]        |
| 8 de setembro   | "Turn Up the Radio"                | Madonna                                        | [ 37 ]        |
| 15 de setembro  | "Scream"                           | Usher                                          | [ 38 ]        |
| 22 de setembro  | "Let's Have a Kiki"                | Scissor Sisters                                | [ 39 ]        |
| 29 de setembro  | "Spectrum (Say My Name)"           | Florence and the Machine                       | [ 40 ]        |
| 6 de outubro    | "Hello"                            | Karmin                                         | [ 41 ]        |
| 13 de outubro   | "Pound the Alarm"                  | Nicki Minaj                                    | [ 42 ]        |
| 20 de outubro   | "Blow Me (One Last Kiss)"          | Pink                                           | [ 43 ]        |
| 27 de outubro   | "Triumphant (Get 'Em)"             | Mariah Carey                                   | [ 44 ]        |
| 3 de novembro   | "R.I.P."                           | Rita Ora com Tinie Tempah                      | [ 45 ]        |
| 10 de novembro  | "Don't You Worry Child"            | Swedish House Mafia com John Martin            | [ 46 ]        |
| 17 de novembro  | "Send Me Your Love"                | Taryn Manning com Sultan & Ned Shepard         | [ 47 ]        |
| 24 de novembro  | "She Wolf (Falling to Pieces)"     | David Guetta com Sia                           | [ 48 ]        |
| 1 de dezembro   | "Sweet Nothing"                    | Calvin Harris com Florence Welch               | [ 49 ]        |
| 8 de dezembro   | "Your Body"                        | Christina Aguilera                             | [ 50 ]        |